# Clusia sellowiana
Clusia sellowiana là một loài thực vật có hoa trong họ Bứa. Loài này được Schltdl. mô tả khoa học đầu tiên năm 1833.